# دانيال دا كوستا فرانكو
دانيال دا كوستا فرانكو (بالبرتغالية: Daniel da Costa Franco‏) هو لاعب كرة قدم برازيلي، ولد في 26 أغسطس 1971 في Butiá ‏ في البرازيل. لعب مع أتلتيكو مينيرو ونادي إنترناسيونال ونادي باهيا ونادي سانت باولي ونادي فورتاليزا ونادي كورينثيانز.

## وصلات خارجية
- دانيال دا كوستا فرانكو على موقع قاعدة بيانات كرة القدم.إي يو (الإنجليزية)